# Нестановичский сельсовет
Нестановичский сельсовет — упразднённая административная единица на территории Логойского района Минской области Республики Беларусь.

## История
В 1925 году был организован Завишинский сельсовет.
В 1955 году организован Нестановичский сельсовет, в его состав вошли Завишинский сельсовет, Запольский сельсовет и деревня Стрий, ранее относившаяся к Крайскому сельсовету.
Нестановичский сельсовет расположен на северо-западе Логойского района. Расстояние до районного центра — Логойска — 43 км.
На территории современного Нестановичского сельсовета в прошлом находилось 48 населеных пунктов. Деревня Урупово и Новое Заполье были сожжены полностью немецко-фашистскими захватчиками в годы Великой Отечественной войны, а 27 других населенных пунктов прекратили своё существование в послевоенное время.

## Состав
Нестановичский сельсовет включает 19 населённых пунктов:
- Осинцы — деревня.
- Белое — деревня.
- Боброво 1 — деревня.
- Боброво 2 — деревня.
- Великие Нестановичи — деревня.
- Буденичи — деревня.
- Булаховка — деревня.
- Горбовщина — деревня.
- Завишино — деревня.
- Завишинская Рудня — деревня.
- Заполье — деревня.
- Левданщина — деревня.
- Малые Нестановичи — деревня.
- Петролино — деревня.
- Прогон — деревня.
- Стрий — деревня.
- Студенец — деревня.
- Тихоновичи — деревня.
- Троянец — деревня.

## Производственная сфера
- Филиал Нестановичи ОАО "Логойская МТС «Райагросервис»
- Нестановичское лесничество

## Социально-культурная сфера
- Дома культуры: в д. Завишино и д. Белое
- ФАПы: в д. Завишино, д. Белое, д. Малые Нестановичи
- Библиотеки: д. Белое, д. Завишино, д. Малые Нестановичи
- Образование: Белянская базовая школа-сад, Завишинская средняя школа